# Katav-Ivànovsk
Katav-Ivànovsk - Катав-Ивановск (rus) és una ciutat de l'óblast de Txeliàbinsk, a Rússia.

## Geografia
La vila es troba a la vora del riu Katav, un afluent per l'esquerra del riu Iuriuzan. És a 321 km al sud-oest de Txeliàbinsk.

## Història
El 1755, Ivan Tverdixevim i Ivan Miàsnikov establiren dues forges de ferro a la regió. El 1914 s'hi creà una cimentera. Katav-Ivànovski aconseguí l'estatus de possiólok (poble) el 27 d'agost de 1933 i el de ciutat el 27 d'agost de 1939. El 1941, durant la Segona Guerra Mundial, la vila acollí dues fàbriques evacuades de la part occidental de la Unió Soviètica amenaçades per la invasió alemanya.